# Марион, Китти
Китти Марион — (англ. Kitty Marion; 12 марта 1871, Ритберг, Северный Рейн-Вестфалия — 9 октября 1944, Нью-Йорк, Нью-Йорк) британская суфражистка и активистка, отстаивавшая права артисток и выступавшая за улучшение условий их труда, против агентов и коррупции, участница гражданских беспорядков и поджогов. Член Женского социально-политического союза. После эмиграции в США присоединилась к Американской лиге контроля за рождаемостью Маргарет Сэнгер. Неоднократно подвергалась арестам из-за своей активистской деятельности.

## Ранние годы
Катерина Мария Шефер родилась в Ритберге, Вестфалия. Её мать умерла от туберкулёза, когда ребёнку было два года, оставив Марион с отцом. Четыре года спустя, когда ей исполнилось шесть лет, её мачеха тоже умерла от туберкулеза. А отец, имя которого неизвестно, ругал Марион и ненавидел её рыжие волосы. Когда Марион было пятнадцать лет, отец отправил её жить к тёте в Лондон.

## Карьера

### На сцене
С детства Марион любила петь. В школьные годы ей приписывали цитату: «Я прекрасно пою и декламирую, это легко мне даётся, потому что я люблю это делать». Вскоре после переезда к тёте в Англию, она начала заниматься пантомимой и выступать на сцене. Лондонские мюзик-холлы и варьете стали её вторым домом, где проходили шоу с песнями и пародиями на текущие события. Это была более открытая, разнообразная и неформальная среда художников по сравнению с остальной викторианской Англией. В начале своего карьерного пути роли Марион были настолько малы, что её имя даже не значилось в программе. Но в конечном итоге своим трудом и упорством, через хоровые выступления и второстепенные роли, она доросла до дублера для ведущих артисток в спектаклях, гастроли которых проходили по всей Великобритании, таких как Lady Slavery.
Но более значительным вкладом Марион в индустрию варьете стало восстание против коррумпированной системы, которая допускала нападения на исполнительниц и подвергала их сексистским оскорблениям во время выступлений. При этом условия труда исполнительниц были суровыми, нередко они подвергались сексуальной эксплуатации, в том числе и для того чтобы получить работу. Марион вспоминает в своей неопубликованной автобиографии одну из таких встреч с агентом по имени Мистер Дрек. Обсуждая на ней возможности выступления Дрек попытался её поцеловать. Марион стала сопротивляться и упала, ударившись головой. На это он только сказал, что она не сможет добиться успеха, если будет отвергать сексуальные домогательства со стороны мужчин, находящихся у власти. В 1906 году она присоединилась к Ассоциации актёров и Федерации артистов варьете (VAF), где откровенно высказывалась об обращении с женщинами-исполнительницами. В том же году она получила общественное признание, когда написала ответное письмо в газету London Era, которая опубликовала материал об отсутствии лояльности актёров к своим агентам. Марион тогда написала, что «перестала верить в существование женщины, которая хочет сама зарабатывать себе на жизнь и достигнуть успеха в профессии только благодаря своим заслугам, без какого-либо влияния». В течение следующих шести недель множество других женщин описывали похожий опыт и свои переживания. Впоследствии участие Марион в движении за избирательные права для женщин нанесло ущерб её репутации и, как следствие, карьере в Великобритании. Агенты не хотели иметь дел со скандалисткой. Переезд в США мог бы положительно сказаться на развитии её карьеры, но Марион уделяла большую часть своего времени журналу Birth Control Review.

### Активизм
Отстаивая права исполнителей, Марион была привлечена к движению суфражисток. Она присоединилась к Женскому социально-политическому союзу (WSPU) в 1908 году и Лиге актрис за интеллектуальные права (AFL) в 1909 году. Её первой работой в WSPU была продажа газеты Голоса для женщин на улицах. Хотя изначально ей не нравилось этим заниматься, она прекрасно справлялась со своей работой и в конечном счёте превратилась в одного из лучших членов по словам Барбары Грин. Марион приняла агрессивный активизм WSPU, и участвовала в шествиях, во время которых полицейские применяли физическую силу против них. Она бросала кирпичи в окна почтовых отделений, продуктовых магазинов, а однажды бросила пакет с суфражистской литературой через окно Хоум-офиса. Она устраивала террористические акты — поджоги и взрывы, которые не имели цели причинения вреда людям, в церквях и вагонах поездов. Они не причиняли такого большого ущерба, как современные взрывные устройства, потому что бомбы дымились, прежде чем взорваться, давая людям время уйти. Однажды Марион в качестве проверки подала ложную пожарную тревогу и отказалась платить штраф. Она предпочла отбыть тюремный срок и отправилась в тюрьму на месяц, поддерживаемая другими суфражистками. Но самым известным совершённым ею актом было сожжение нижней трибуны ипподрома Hurst Park Racecourse 8 июня 1913 года с Кларой Гивин. За это она была приговорена к трём годам тюремного заключения, и именно там она подверглась неоднократному насильственному кормлению. Находясь в тюрьме, многие суфражистки объявляли голодовку, поэтому тюремный персонал насильно удерживая таких заключённых, вставлял трубки в ноздри, рот или горло, через которые наливалась жидкая пища. Нередкими были случаи, когда введение происходило неправильно, что вызывало колющую боль или даже потерю сознания. За время своего заключения Марион подверглась этой процедуре 232 раза, иногда насильственное кормление применяли три раза в день. Она вспоминает, что это была «адская пытка». Однако, после освобождения, полученный ею опыт только сильнее мотивировал её на продолжение борьбы.
За голодовку Марион была награждена медалью «За доблесть» от WSPU.
Марион пришлось покинуть Великобританию в начале Первой мировой войны из-за антигерманских настроений, и с помощью влиятельных суфражисток она смогла эмигрировать в Соединенные Штаты. Она встретила Маргарет Сэнгер в Карнеги-Холле, и начала работать с ней над продажами журнала Birth Control Review. Марион стала известной нью-йоркской фигурой, поскольку большую часть времени проводила на улице, перемещаясь между Таймс-сквер и Кони-Айлендом, старательно продавая журнал. Такое месторасположение было и формой протеста, и тактикой просвещения, заставляя большое количество людей обратить внимание и услышать то, что она говорила. Марион занималась этим в течение 13 лет, и хотя её действия были далеки от агрессивного поведения в Великобритании, она всё равно многократно подвергалась арестам. В ноябре 1918 года она провела тридцать дней в тюрьме за продажу брошюры члену Общества по борьбе с пороком. Там она познакомилась с Агнес Смедли, политическим диссидентом. Смедли вспоминала, как Марион каждое утро выходила в коридор и кричала: «Трижды ура за контроль над рождаемостью». Марион ненадолго вернулась в Англию, чтобы присутствовать на открытии статуи Миссис Панкхёрст, но из-за этой поездки её уволили из Birth Control Review. Вернувшись в Соединённые Штаты, она начала работать в Проекте улучшения речи в Управлении общественных работ (WPA), где она помогала детям изучать английский язык.
Марион умерла в доме престарелых в Нью-Йорке 9 октября 1944 года.